# Save the World
Singles de Swedish House Mafia
Miami 2 Ibiza
(2010) Antidote
(2011)
Singles par John Martin
Don't You Worry Child
(2012)
Save the World est une chanson du groupe de DJs et compositeurs de musique house suédois Swedish House Mafia interprétée par le chanteur John Martin. 1er single extrait de leur 2e album-compilation Until Now (2012), la chanson est écrite par Axwell, Steve Angello, Sebastian Ingrosso, Michel Zitron et Vincent Pontare. Save the World est produit par Swedish House Mafia.

## Listes des pistes
- Téléchargement digital[1]

1. Save the World (Radio Mix) – 3:33
2. Save the World (Extended Mix) – 6:50

- Téléchargement digital — remixes[2]

1. Save the World (Knife Party Remix) – 5:13
2. Save the World (Style of Eye & Carli Remix) – 6:41
3. Save the World (Alesso Remix) – 5:41
4. Save the World (Third Party Remix) – 6:55
5. Save the World (Futurebound & Metrik Remix) – 4:23

- Téléchargement digital — AN21 & Max Vangeli Remix[3]

1. Save the World (AN21 & Max Vangeli Remix) – 6:42

- Téléchargement digital — Zedd Remix

1. Save the World (Zedd Remix) – 6:21[4]

## Classements et certifications
| Classement (2011)                                     | Meilleure position |
| ----------------------------------------------------- | ------------------ |
| Allemagne (Media Control AG)                          | 37                 |
| Australie (ARIA)                                      | 82                 |
| Autriche (Ö3 Austria Top 40)                          | 31                 |
| Belgique (Flandre Ultratop 50 Singles)                | 5                  |
| Belgique (Wallonie Ultratop 50 Singles)               | 34                 |
| Bulgarie (Bulgaria Top 20)                            | 13                 |
| Canada (Canadian Hot 100)                             | 69                 |
| Danemark (Tracklisten)                                | 15                 |
| République tchèque                                    | 15                 |
| France (SNEP)                                         | 30                 |
| Hongrie (Rádiós Top 40)                               | 3                  |
| Hongrie (Dance Top 40)                                | 10                 |
| Irlande (IRMA)                                        | 11                 |
| Italie (FIMI)                                         | 20                 |
| Pays-Bas (Single Top 100)                             | 20                 |
| Nouvelle-Zélande (RMNZ)                               | 33                 |
| Norvège (VG-lista)                                    | 14                 |
| Pologne (Dance Top 50)                                | 23                 |
| Écosse (OCC)                                          | 6                  |
| Slovaquie (IFPI Rádio)                                | 13                 |
| Espagne (PROMUSICAE)                                  | 45                 |
| Suède (Sverigetopplistan)                             | 6                  |
| Suisse (Schweizer Hitparade)                          | 26                 |
| Royaume-Uni (UK Dance Chart)                          | 1                  |
| Royaume-Uni (UK Singles Chart)                        | 10                 |
| États-Unis (Billboard Bubbling Under Hot 100 Singles) | 5                  |
| États-Unis (Billboard Hot Dance Club Songs)           | 1                  |
| États-Unis (Billboard Pop Songs)                      | 36                 |

| Classement (2011)                           | Position |
| ------------------------------------------- | -------- |
| États-Unis Hot Dance Club Songs (Billboard) | 9        |
| Hongrie Classement airplay                  | 21       |

| Pays              | Certifications | Ventes certifiés |
| ----------------- | -------------- | ---------------- |
| Australie (ARIA)  | Or             | 35 000           |
| Belgique (BEA)    | Or             | 15 000           |
| Italie (FIMI)     | Or             | 15 000           |
| Royaume-Uni (BPI) | Argent         | 200 000          |
| Suède (GLF)       | Platine        | 20 000           |

## Historique de sortie
| Pays        | Date        | Format                 | Label       |
| ----------- | ----------- | ---------------------- | ----------- |
| Australie   | 13 mai 2011 | Téléchargement digital | EMI         |
| Irlande     | 13 mai 2011 | Téléchargement digital | EMI         |
| Suède       | 13 mai 2011 | Téléchargement digital | EMI         |
| Allemagne   | 15 mai 2011 | Téléchargement digital | EMI         |
| Royaume-Uni | 15 mai 2011 | Téléchargement digital | EMI         |
| États-Unis  | 17 mai 2011 | Téléchargement digital | Astralwerks |